# 16129 Kevingao
A 16129 Kevingao (ideiglenes jelöléssel 1999 XG97) a Naprendszer kisbolygóövében található aszteroida. A LINEAR projekt keretében fedezték fel 1999. december 7-én.